# 普萊森頓 (內布拉斯加州)
普萊森頓（英語：Pleasanton）是位於美國內布拉斯加州水牛縣的村。

## 人口
根據2020年美國人口普查的數據，普萊森頓的面積為0.92平方千米，皆為陸地。當地共有人口361人，而人口密度為每平方千米392人。